# Paralampona kiola
Paralampona kiola är en spindelart som beskrevs av Norman I. Platnick 2000. Paralampona kiola ingår i släktet Paralampona och familjen Lamponidae. Inga underarter finns listade i Catalogue of Life.